# Brian Posehn
Brian Edmundir Posehn (Sacramento, 6 de julio de 1966) es un actor, comediante, cantante, compositor, productor de cine y televisión y escritor  estadounidense, conocido por interpretar a Jim Kuback en Mission Hill y a Brian Spukowski en The Sarah Silverman Program. También interpretó un papel recurrente en la popular serie The Big Bang Theory como el geólogo Bert Kibbler.

## Filmografía

### Cine
| Año  | Título                                   | Papel                | Notas            |
| ---- | ---------------------------------------- | -------------------- | ---------------- |
| 1998 | The Wedding Singer                       | Hombre en la mesa    |                  |
| 2000 | The Independent                          |                      |                  |
| 2000 | Desperate But Not Seriouss               |                      |                  |
| 2002 | Run Ronnie Run!                          | Tank                 | También escritor |
| 2002 | Sorority Boys                            |                      |                  |
| 2003 | Dumb and Dumberer: When Harry Met Lloyd  | Empleado             |                  |
| 2003 | Grinded                                  | Orville              |                  |
| 2003 | Brother Bear                             |                      |                  |
| 2004 | Adventures in Homeschooling              | Eugene Drifke        | Corto            |
| 2004 | Eulogy                                   | Empleado             |                  |
| 2005 | Sarah Silverman: Jesus Is Magic          |                      |                  |
| 2005 | Cake Boy                                 | Darrel               |                  |
| 2005 | The Devil's Rejects                      | Jimmy                |                  |
| 2005 | Pompoko                                  | Hayashi (voz)        |                  |
| 2006 | Sleeping Dogs Lie                        | Randy                |                  |
| 2006 | Ergo Proxy                               | Policía              |                  |
| 2007 | Smiley Face                              | Conductor de bus     |                  |
| 2007 | Undead or Alive                          | Ben                  |                  |
| 2007 | Surf's Up                                | Glen Maverick (voz)  |                  |
| 2007 | Los 4 Fantásticos y Silver Surfer        | Sacerdote boda       |                  |
| 2008 | Spy School                               | Grissom              |                  |
| 2008 | Sex Drive                                | Carney               |                  |
| 2009 | The Haunted World of El Superbeasto      | Murray (voz)         |                  |
| 2010 | Scooby-Doo! Abracadabra-Doo              | Marlon Whirlen (voz) |                  |
| 2011 | Lloyd the Conqueror                      | Andy                 |                  |
| 2012 | The Five-Year Engagement                 | Tarquin              |                  |
| 2013 | Knights of Badassdom                     | Gilberto             |                  |
| 2015 | Hell and Back                            | Cleb (voz)           |                  |
| 2015 | Uncle Nick                               | Nick                 |                  |
| 2017 | Captain Underpants: The First Epic Movie | Sr. Rected (voz)     |                  |
| 2019 | The Mandalorian: Speeder pilot ep 1      |                      |                  |

### Televisión
| Año        | Título                                           | Papel                         | Notas        |
| ---------- | ------------------------------------------------ | ----------------------------- | ------------ |
| 1995       | Empty Nest                                       |                               | 1 episodio   |
| 1995–1998  | Mr. Show with Bob and David                      |                               | 21 episodios |
| 1996       | Friends                                          | Mailman / Season 2 episode 18 | 1 episodio   |
| 1996       | Party Girl                                       |                               | 1 episodio   |
| 1997, 2001 | Everybody Loves Raymond                          | Walter / Warren               | 1 episodio   |
| 1997–1998  | NewsRadio                                        | Brian / Fan                   | 1 episodio   |
| 1998       | Jenny                                            |                               | 1 episodio   |
| 1998       | Veronica's Closet                                |                               | 1 episodio   |
| 1998       | Seinfeld                                         | Artie                         | 1 episodio   |
| 1998       | The Army Show                                    | Eddie                         | 5 episodios  |
| 1999       | Maggie                                           |                               | 1 episodio   |
| 1999–2002  | Mission Hill                                     | Jim Kuback (voz)              | 13 episodios |
| 1999       | Jesse                                            | Terry                         | 1 episodio   |
| 1999–2003  | Just Shoot Me!                                   | Kevin Liotta                  | 29 episodios |
| 2001       | Clerks: The Animated Series                      |                               | 3 episodios  |
| 2001       | Becker                                           | George                        | 1 episodio   |
| 2002       | Comedy Central Presents                          |                               | 1 episodio   |
| 2002–2007  | Kim Possible                                     | Larry (voz)                   | 5 episodios  |
| 2002–2003  | 3 South                                          | Del                           | 13 episodios |
| 2003       | Ozzy & Drix                                      | Sylvian Fisher (voz)          | 1 episodio   |
| 2003       | Crank Yankers                                    | Clay (voz)                    | 1 episodio   |
| 2003       | Aqua Teen Hunger Force                           |                               | 1 episodio   |
| 2003–2004  | The Man Show                                     |                               | 1 episodio   |
| 2004       | Method & Red                                     |                               | 1 episodio   |
| 2004–2005  | The Bernie Mac Show                              | David                         | 2 episodios  |
| 2005       | American Dad!                                    | Dan Vebber (voz)              | 1 episodio   |
| 2005       | Cheap Seats: Without Ron Parker                  | Craig Bogie                   | 1 episodio   |
| 2005–2006  | Tom Goes to the Mayor                            | Gibbons (voz)                 | 4 episodios  |
| 2006       | Re-Animated                                      | Crocco (voz)                  | 1 episodio   |
| 2006–2007  | Reno 911!                                        | Stevie                        | 3 episodios  |
| 2007       | Tim and Eric Awesome Show, Great Job!            | Gibbons (voz)                 | 1 episodio   |
| 2007–2010  | The Sarah Silverman Program                      | Brian Spukowski               | 32 episodios |
| 2007–2008  | Human Giant                                      |                               | 5 episodios  |
| 2007–2008  | Out of Jimmy's Head                              | Crocco (voz)                  | 18 episodios |
| 2008       | The Mighty B!                                    | Ride Guy (voz)                | 1 episodio   |
| 2008       | Transformers: Animated                           | Nino Sexton                   | 2 episodios  |
| 2008–2012  | Metalocalypse                                    | Melward Fjordslorn (voz)      | 1 episodio   |
| 2008       | Californication                                  |                               | 1 episodio   |
| 2008       | Comedy Central Presents: 2008 Breakout Comedians |                               | 1 episodio   |
| 2010       | Adventure Time                                   |                               | 1 episodio   |
| 2010       | The Penguins of Madagascar                       | Duane (voz)                   | 1 episodio   |
| 2010–2011  | Sym-Bionic Titan                                 | Octus/Newton (voz)            | 19 episodios |
| 2010       | The Suite Life on Deck                           | Dr. Cork                      | 1 episodio   |
| 2010–2011  | Nick Swardson's Pretend Time                     |                               | 1 episodio   |
| 2011       | Bob's Burgers                                    | Choo-Choo (voz)               | 1 episodio   |
| 2012       | Holliston                                        |                               | 1 episodio   |
| 2012       | Conan                                            |                               | 1 episodio   |
| 2012       | Guys with Kids                                   | Victor                        | 3 episodios  |
| 2013       | Newsreaders                                      | Ames MacKenzie                | 1 episodio   |
| 2012–2013  | Anger Management                                 | Brian                         | 1 episodio   |
| 2013–2018  | The Big Bang Theory                              | Bert Kibbler                  | 10 episodios |
| 2014–2016  | Uncle Grandpa                                    | Charlie Burgers (voz)         | 3 episodios  |
| 2014–2015  | New Girl                                         | Profesor de biología          | 5 episodios  |
| 2014       | Community                                        | Bixel                         | 1 episodio   |
| 2014–2017  | Steven Universe                                  | Sour Cream (voz)              | 8 episodios  |
| 2015       | Penn Zero: Part-Time Hero                        |                               | 1 episodio   |
| 2015       | Star vs. the Forces of Evil                      | Lobster Claws (voz)           | 2 episodios  |
| 2015       | W/ Bob and David                                 |                               | 4 episodios  |
| 2016       | Lady Dynamite                                    | Sebastian                     | 1 episodio   |
| 2016       | You're the Worst                                 |                               | 1 episodio   |
| 2017       | The Simpsons                                     | Dumlee (voz)                  | 1 episodio   |
| 2018       | Teachers                                         | Zeke                          | 1 episodio   |
| 2019       | The Mandalorian                                  |                               | 1 episodio   |

### Vídeoclips
| Año  | Artista  | Canción             | Notas       |
| 2011 | Red Fang | "Wires"             | Dependiente |
| 2016 | Anthrax  | "Blood Eagle Wings" | Tormentor   |